# Socialistická strana (Francie)
Socialistická strana, PS, (francouzsky Parti socialiste) je francouzská sociálně demokratická strana a dřívější hegemon francouzské levice (k tradičním spojencům PS patří environmentalistická strana Zelení, levicoví republikáni MRC a sociálně liberální PRG). Vznikla v roce 1969 jako nástupce Francouzské sekce dělnické internacionály (Section Française de l'Internationale Ouvrière). V období let 1981–1986, 1988–1993, 1997–2002 a 2012–2017 vedla francouzskou vládu. Po nástupu liberální En Marche! prezidenta Macrona však výrazně ztratila.
Je členem Strany evropských socialistů, Progresivní aliance a Socialistické internacionály, kde patří k největším sociálně demokratickým stranám.

## Historie

### 1880–1969

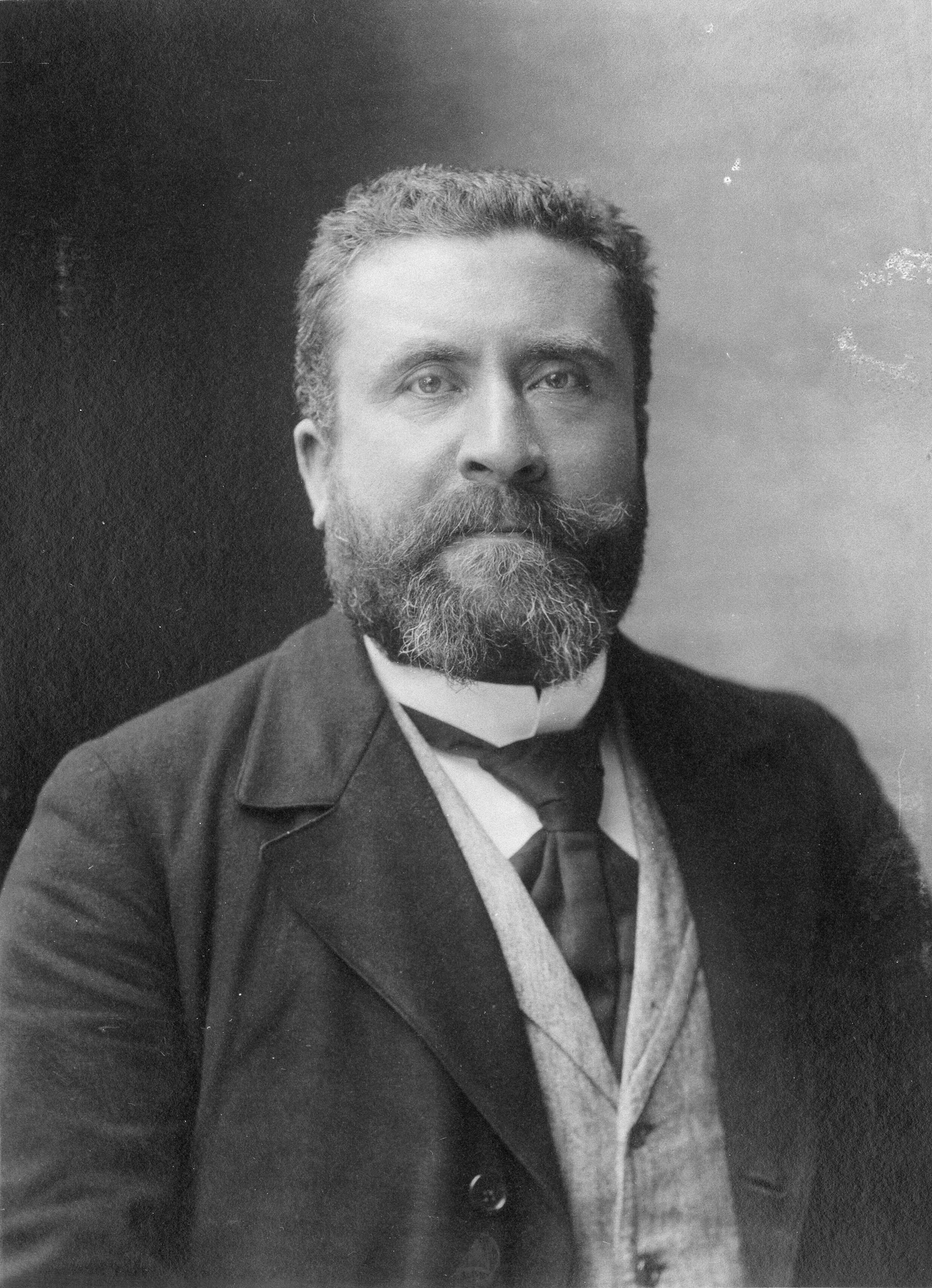
Jean Jaurès

viz Francouzská sekce dělnické internacionály
Francouzská dělnická strana (Parti Ouvrier Français) byla založena roku 1880 Paulem Lafarguem (zeť K.Marxe). Stranu však provázely neshody a už v roce 1882 se rozdělila na dvě téměř znepřátelené tábory: proti sobě se postavili ortodoxní marxisté a revizionistická skupina Mírných. Obě skupiny si držely velký vliv v odborech. V roce 1899 vytvořili marxisté Socialistickou stranu Francie (Parti Socialiste de Francie) a revizionisté Francouzskou socialistickou stranu (Parti Socialiste Français). Nicméně v roce 1905 se obě strany pod vedením Jeana Jaurése opět sloučily do Sjednocené socialistické strany (Parti Socialiste Unifié), která častěji vystupovala jako Francouzská sekce druhé Internacionály (Section Française de l'Internationale Ouvrière , SFIO).
Strana silně vyznávala pacifismus, na začátku 1. světové války byla rozdělena mezi ty, kteří zůstali pacifismu věrní, a ty, kteří podporovali vstup Francie do konfliktu. Strana nakonec přistoupila na válečný rozpočet. Po skončení války stranu rozdělovala otázka, zda podporovat proletářskou revoluci nebo zůstat na reformistických pozicích. V roce 1920 stranu opustili příznivci Třetí internacionály (bolševická a centristická frakce), což vyústilo v založení Komunistické strany Francie. Faktickým vůdcem oslabených socialistů se stal Léon Blum. Socialisté se poté spojili s radikály a vytvořili ve volbách tzv. Cartel des gauches. V roce 1934, kdy došlo k zesílení krajní pravice ve Francii, změnili komunisté do té doby negativistickou politiku vůči SFIO a přijali společnou volební koalici levicových a středových stran a odborů (Lidová fronta, Front populaire). Ta v parlamentních volbách 1936 po silně protifašistické kampani zvítězila a socialisté se stali nejsilnější stranou v Národním shromáždění. Předsedou vlády se stal Léon Blum. Socialistickou stranu poté rozdělovala otázka, zda vstoupit či nevstoupit do konfliktu španělské občanské války, přičemž vedení to odmítalo. Tato i další otázky rozdělovaly vládu, která se nakonec roku 1938 rozpadla. Po německé okupaci (1940) byla strana rozpuštěna.
V poválečných letech (1945–1947) spolupracovala na vládní úrovni s komunisty a křesťanskými demokraty, v roce 1956 kandidovala v rámci Republikánské fronty. V roce 1958 podporovala vznik Páté republiky. Pro prezidentské volby v roce 1965 se zapojila do bloku Federace demokratické levice a socialistů (Fédération de la gauche démocrate et socialiste), která podporovala Françoise Mitterranda (člen středových republikánů). Výsledek v prezidentských volbách 1969, kdy kandidát stany Gaston Defferre obdržel pouze 5% hlasů, se stal signálem pro reorganizaci a reformu strany i francouzské levice vůbec.

### 1969–2007
Socialistická strana vznikla jako nástupce SFIO, přičemž na prvním sjezdu v roce 1969 se s ní spojili i kluby a formace různých levicových ideologií. V roce 1971 se na kongresu v Epinay spojil s PS i republikánský klub, François Mitterrand byl zvolen jako první tajemník. O rok později byl socialisty, komunisty a radikály podepsán tzv. Programme commun, který si dával za cíl snížení nezaměstnanost, zkrácení pracovní doby a mírové zaměření francouzské zahraniční politiky. V roce 1974 Mitterrand jako kandidát jednotné levice vyhrál první kolo prezidentských voleb (43,25%), ve druhém kole však těsně neuspěl (49,2%). Na kongresu v Metz 1979 dostal opět důvěru strany a byl navržen do prezidentských voleb v roce 1981. V těch byl zvolen jako první socialistický prezident Francie (v prvním kole 26%, v druhém 52%). PS navíc drtivě vyhrála legislativní volby a složila levicovou vládu pod vedením Pierra Mauroye s účastí čtyř komunistických ministrů. Vládu však provázely komplikace a v roce 1986 podlehla ve volbám pravicovým stranám, i když socialisté zůstávali nejsilnější stranou v Národním shromáždění. Kohabitace však trvala pouze dva roky, v předčasných volbách roku 1988 opět zvítězila levice pod vedením Socialistické strany. Mitterrand obhájil post prezidenta s 34%, respektive 54% hlasů. V roce 1993 se ocitla levice v krizi a v legislativních volbách dokázala získat pouze 91 křesel (z toho 53 socialistických poslanců).

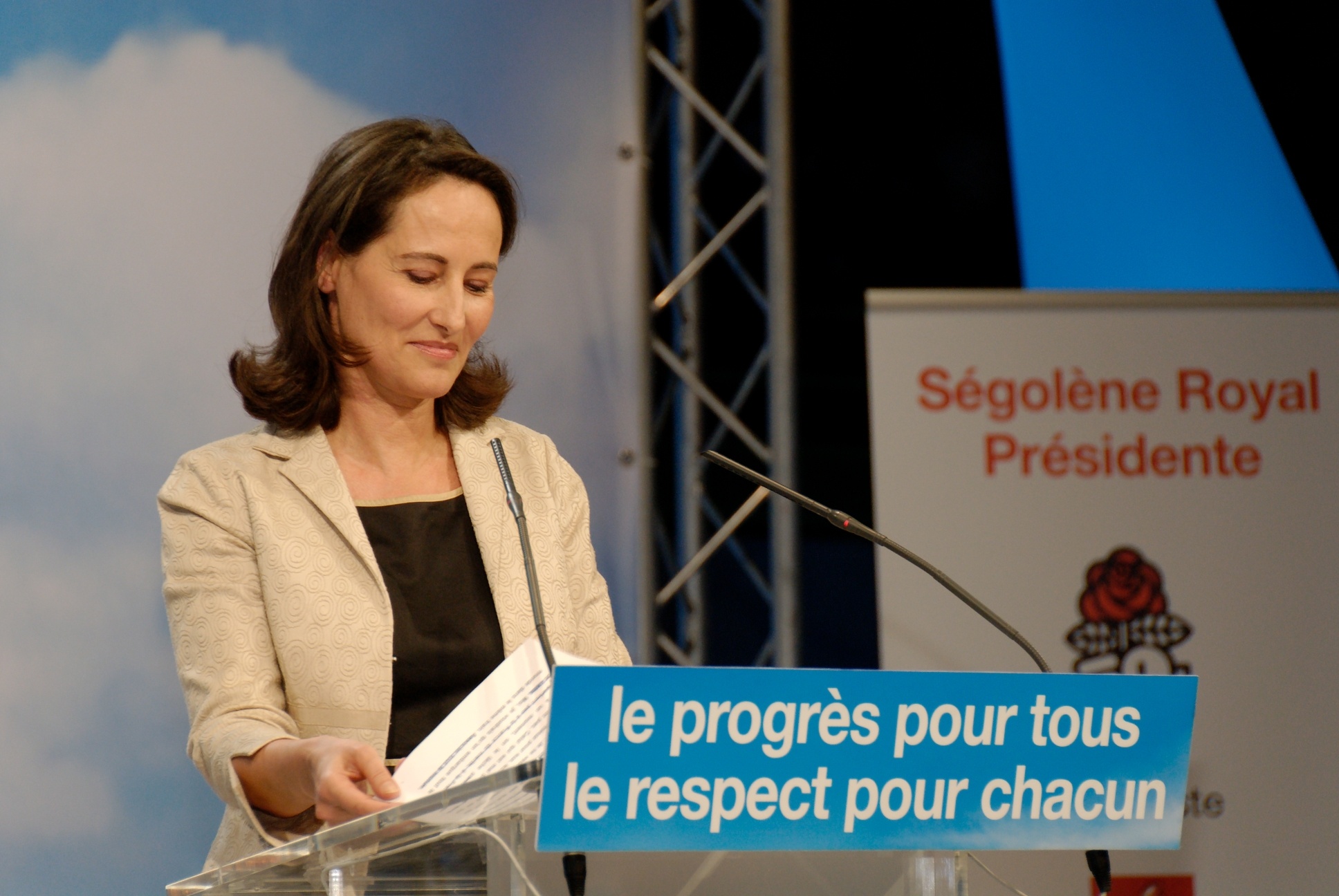
Ségolène Royalová

V roce 1995 se do čela PS postavil Lionel Jospin, který po smrti Mitterranda sjednotil levici pod hlavičkou Plurální levice (Gauche plurielle). Ta zvítězila v parlamentních volbách v roce 1997, čímž vznikla třetí kohabitace, tentokrát levicové vlády s pravicovým prezidentem Jacquesem Chiracem (ten porazil Jospina v prezidentských volbách). V roce 2002 přišel šok, když prezidentský kandidát socialistů, kterým byl opět Jospin, obdržel 16,18% a nepostoupil z prvního kola (předběhl ho kandidát krajní pravice Jean-Marie Le Pen). To se podepsalo i na výsledku parlamentních voleb, kdy socialisté získali 140 mandátů oproti 357 mandátům „prezidentské většiny“. Dalším neúspěchem pro stranu bylo odmítnutí euroústavy kterou PS podporovala.
Před prezidentskými volbami 2007 se o post kandidáta ucházelo více kandidátů, z nichž byla stranou vybrána v průzkumech populární Ségolène Royalová. Krátce před volbami se socialisté obávali opakování situace z roku 2002, když průzkumy ukázaly nárůst podpory pro centristického kandidáta François Bayroua. Obavy se sice nevyplnili, Royalová však postupovala až z druhého místa (zhruba 26% hlasů). Pro druhé kolo se jí dostalo podpory většiny levice, nedokázala však uspět: zisk kandidátky činil 46,94%, prezidentem byl zvolen Nicolas Sarkozy. V Socialistické straně nastala krize, když část (bývalých) členů přešla k Nicolasovi Sarkozymu. To opět silně poznamenalo výsledek PS v následujících parlamentních volbách. V prvním kole strana získala 24,7% a pouze 1 mandát oproti 98 zvoleným pravicovým kandidátům. V druhém kole se jí podařilo odvrátit debakl, celkově má ale jen 186 křesel z 577 a nadále zůstává v opozici.

### 2008–2012
Na jaře 2008 se François Hollande kvůli neúspěchu socialistické kandidátky v prezidentských volbách 2007 rozhodl nekandidovat pro další funkční období na pozici prvního tajemníka strany. Na stranickém kongresu v Remeši byla první tajemnicí zvolena Martine Aubryová, která těsně porazila Ségolène Royalovou.
Pro výběr kandidáta do prezidentských voleb 2012 uspořádala strana v říjnu 2011 otevřené primárky (zúčastnit se mohl každý registrovaný volič po zaplacení poplatku 1 euro a podpisu charty vyjadřující levicové hodnoty). Druhé kolo primárek, do kterého postoupili Hollande a Aubryová, vyhrál Hollande (1 607 268 hlasů-56,6%).
První kolo prezidentských voleb konané 22. dubna 2012 i druhé konané 6. května vyhrál Hollande před tehdejším prezidentem Sarkozym.
V prvním kole parlamentních voleb 10. června 2012 zvítězila socialistická strana s 29,35% hlasů a bylo zvoleno 22 jejích poslanců. Strana zvítězila i ve druhém kole 17. června, když obdržela 40,91% hlasů. Celkem bylo za socialistickou stranu zvoleno 280 členů Národního shromáždění. Po volbách byla vytvořena koaliční vláda socialistické strany, zelených a menších levicových stran s většinou 331 z 577 poslanců. Premiérem se stal Jean-Marc Ayrault.

## Výsledky vlegislativních volbách (1973–)
| Rok  | počet hlasů v 1. kole | % hlasů v 1. kole | počet poslanců zvolených v 1. kole | počet hlasů ve 2. kole | % hlasů ve 2. kole | počet poslanců zvolených ve 2. kole | celkem poslanců |
| ---- | --------------------- | ----------------- | ---------------------------------- | ---------------------- | ------------------ | ----------------------------------- | --------------- |
| 1973 | 4,559,241             | 19.18%            |                                    | 5,564,610              | 23.72%             |                                     | 102             |
| 1978 | 6,451,151             | 22.58%            |                                    | 7,212,916              | 28.31%             |                                     | 104             |
| 1981 | 9,432,362             | 37,52%            |                                    | 9,198,332              | 49.25%             |                                     | 283             |
| 1986 | 8,693,939             | 31.02%            |                                    |                        |                    |                                     | 206             |
| 1988 | 8,493,702             | 34.77%            |                                    | 9,198,778              | 45.31%             |                                     | 260             |
| 1993 | 4,415,995             | 17.61%            |                                    | 6,143,179              | 31.01%             |                                     | 53              |
| 1997 | 5,977,045             | 23.49%            |                                    | 9,722,022              | 38.2%              |                                     | 255             |
| 2002 | 6,086,599             | 24.11%            | 1                                  | 7,482,169              | 35.26              | 139                                 | 140             |
| 2007 | 6,436,520             | 24.73%            | 1                                  | 8,624,861              | 42.27%             | 185                                 | 186             |
| 2012 | 7,617,996             | 29.35%            | 22                                 | 9,420,426              | 40.91%             | 258                                 | 280             |
| 2017 | 1,685,677             | 7.44%             | 0                                  | 1,032,842              | 5.68%              | 30                                  | 30              |

## Výsledky vprezidentských volbách

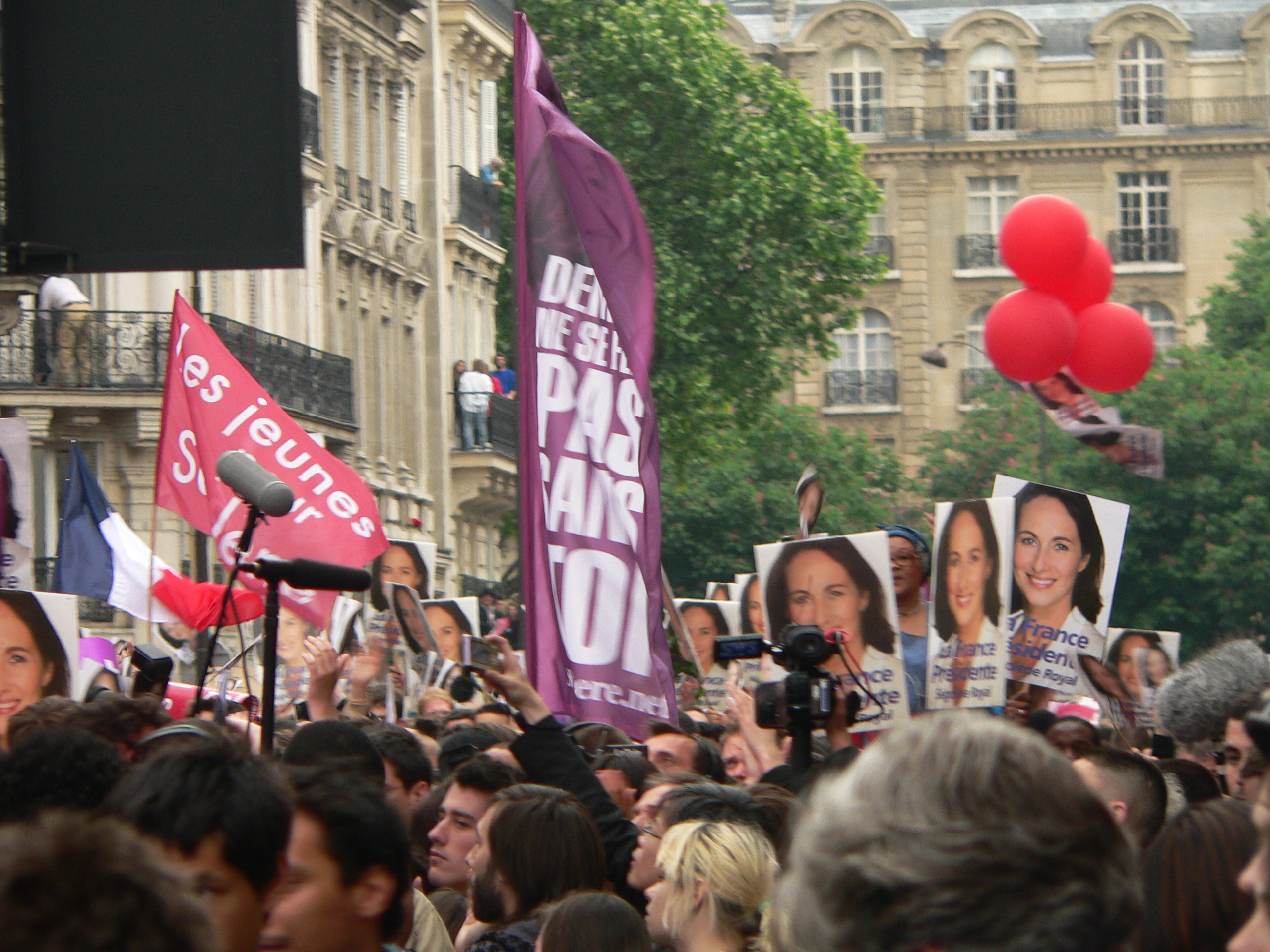
Demonstrace před prezidentskými volbami 2007

| Rok  | Kandidát            | počet hlasů v 1. kole | % hlasů v 1. kole | počet hlasů ve 2. kole | % hlasů ve 2. kole |
| ---- | ------------------- | --------------------- | ----------------- | ---------------------- | ------------------ |
| 1974 | François Mitterrand | 11,044,373            | 43.25%            | 12,971,604             | 49.19%             |
| 1981 | François Mitterrand | 7,505,960             | 25.85%            | 15,708,262             | 51.76%             |
| 1988 | François Mitterrand | 10,381,332            | 34.11%            | 16,704,279             | 54.02%             |
| 1995 | Lionel Jospin       | 7,098,191             | 23.30%            | 14,180,644             | 47.36%             |
| 2002 | Lionel Jospin       | 4,610,113             | 16.18%            | —                      | —                  |
| 2007 | Ségolène Royal      | 9,500,112             | 25.87%            | 16,790,440             | 46.94%             |
| 2012 | François Hollande   | 10,272,705            | 28.63%            | 18,004,656             | 51.63%             |
| 2017 | Benoît Hamon        | 2,291,288             | 6.36%             | -                      | -                  |
| 2022 | Anne Hidalgo        | 616,478               | 1.75%             | -                      | -                  |

## Významné osobnosti
- Jean Jaurès – zakladatel strany
- Léon Blum – francouzský ministerský předseda (1936–1937, jeden měsíc roku 1938 a 1947–1948)
- François Mitterrand – prezident Francie (1981–1995)
- Pierre Mauroy – francouzský ministerský předseda (1981–1984)
- Laurent Fabius – francouzský ministerský předseda (1984–1986), od roku 2012 ministr zahraničních věcí
- Michel Rocard – francouzský ministerský předseda (1988–1991)
- Édith Cressonová – francouzská předsedkyně vlády (1991–1992)
- Pierre Bérégovoy- francouzský předseda vlády (1992–1993)
- Jacques Delors - první předseda Evropské komise (1985–1995)
- Lionel Jospin – francouzský ministerský předseda (1997–2002), kandidát na funkci prezidenta republiky ve volbách 1995 a 2002
- François Hollande – bývalý předseda strany a francouzský prezident od roku 2012
- Ségolène Royalová – kandidátka na funkci prezidenta republiky (2007)